# لوسی گرانیه
لوسی گرانیه (فرانسوی: Lucie Granier‎؛ زادهٔ ۱۱ ژوئن ۱۹۹۹) بازیکن هندبال زن اهل فرانسه است.